# Vuollerim
Vuollerim (lulesamisch: Vuolleriebme) ist ein Ort (tätort) in der nordschwedischen Provinz Norrbottens län und der historischen Provinz Lappland am nördlichen Polarkreis.
Vuollerim gehört zur Gemeinde Jokkmokk und liegt am Zusammenfluss von Stora Luleälven und Lilla Luleälven sowie am Riksväg 97.

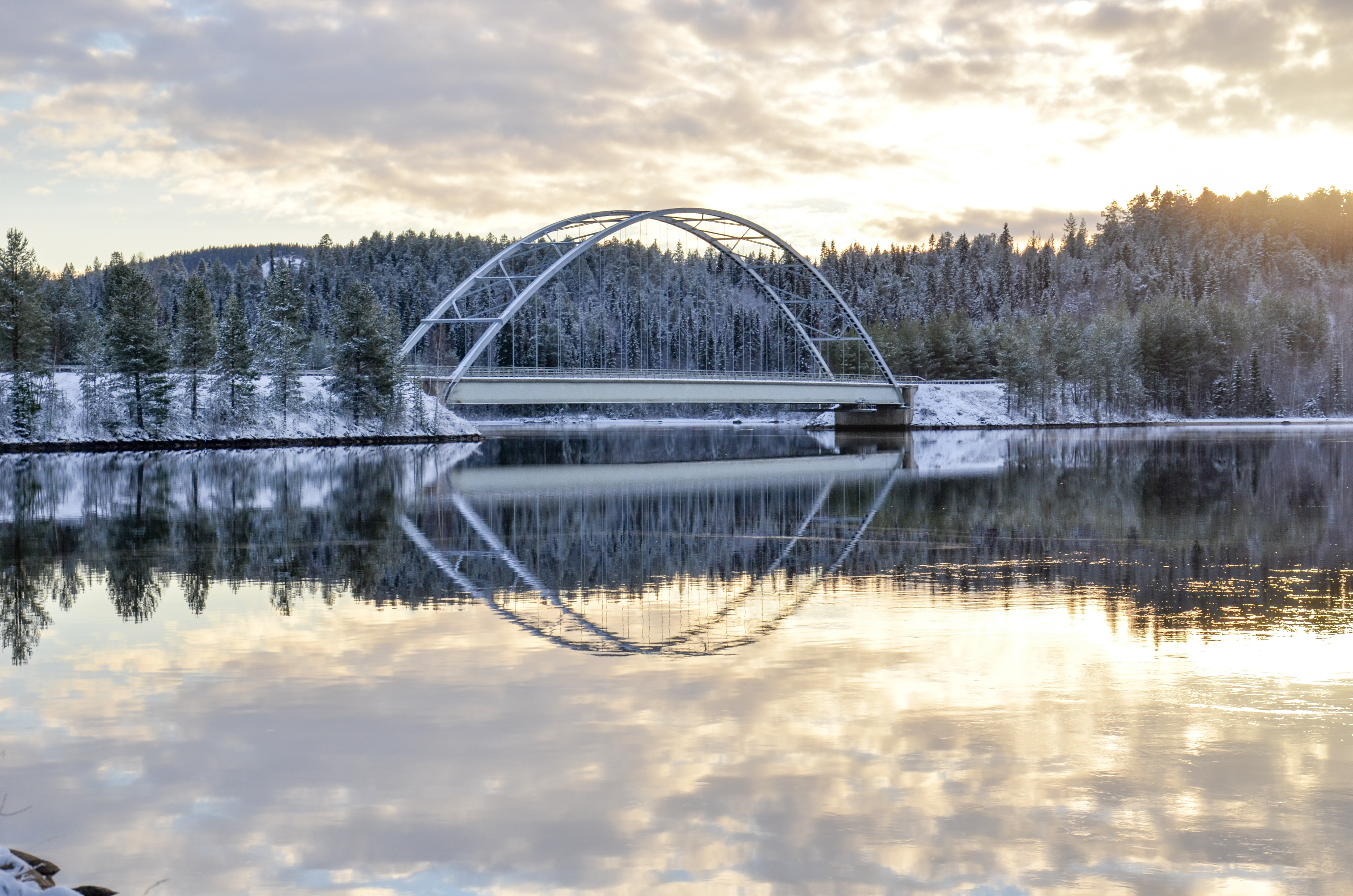
Brücke über den Luleälven
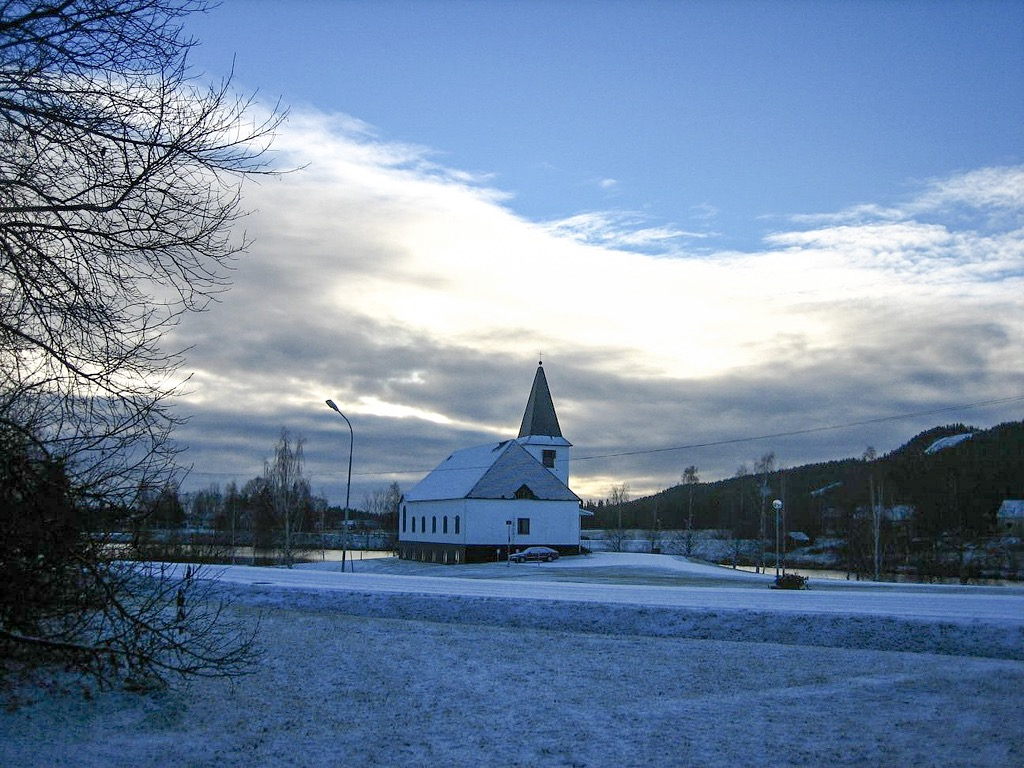
Kirche
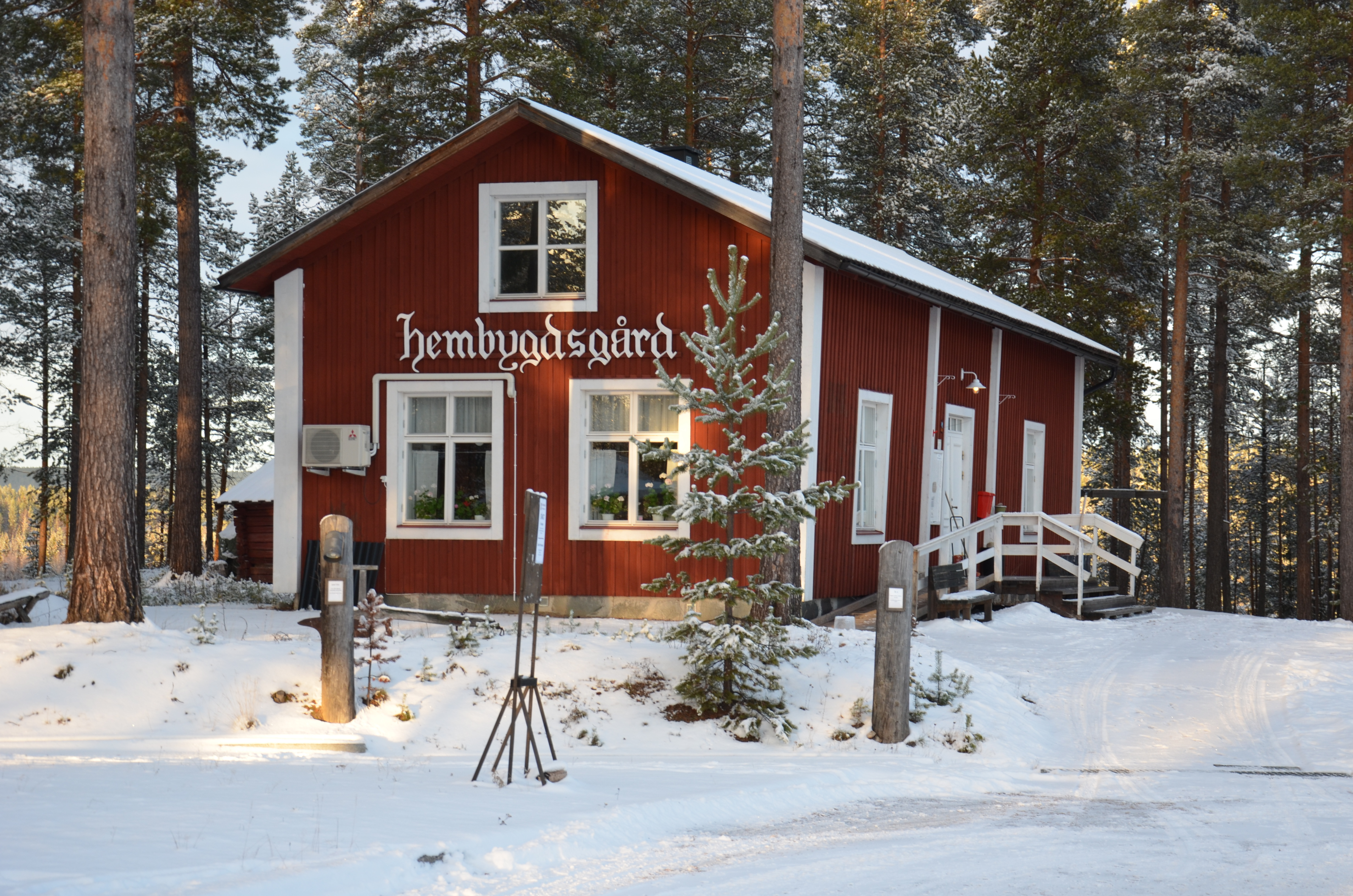
Hembygdsgård

## Persönlichkeiten
- Jokkmokks-Jokke (Bengt Simon Djupbäck) – Schlagersänger
- Zemya Hamilton – Sängerin
- Jakob Hellman – Sänger
- Robert Karlsson – Golfspieler
- Lars-Göran Nilsson – Eishockeyspieler
- Birgitta Svendén – Opernsängerin